# Batu Rancing
Batu Rancing is een bestuurslaag in het regentschap Lahat van de provincie Zuid-Sumatra, Indonesië. Batu Rancing telt 612 inwoners (volkstelling 2010).